# 血糖値

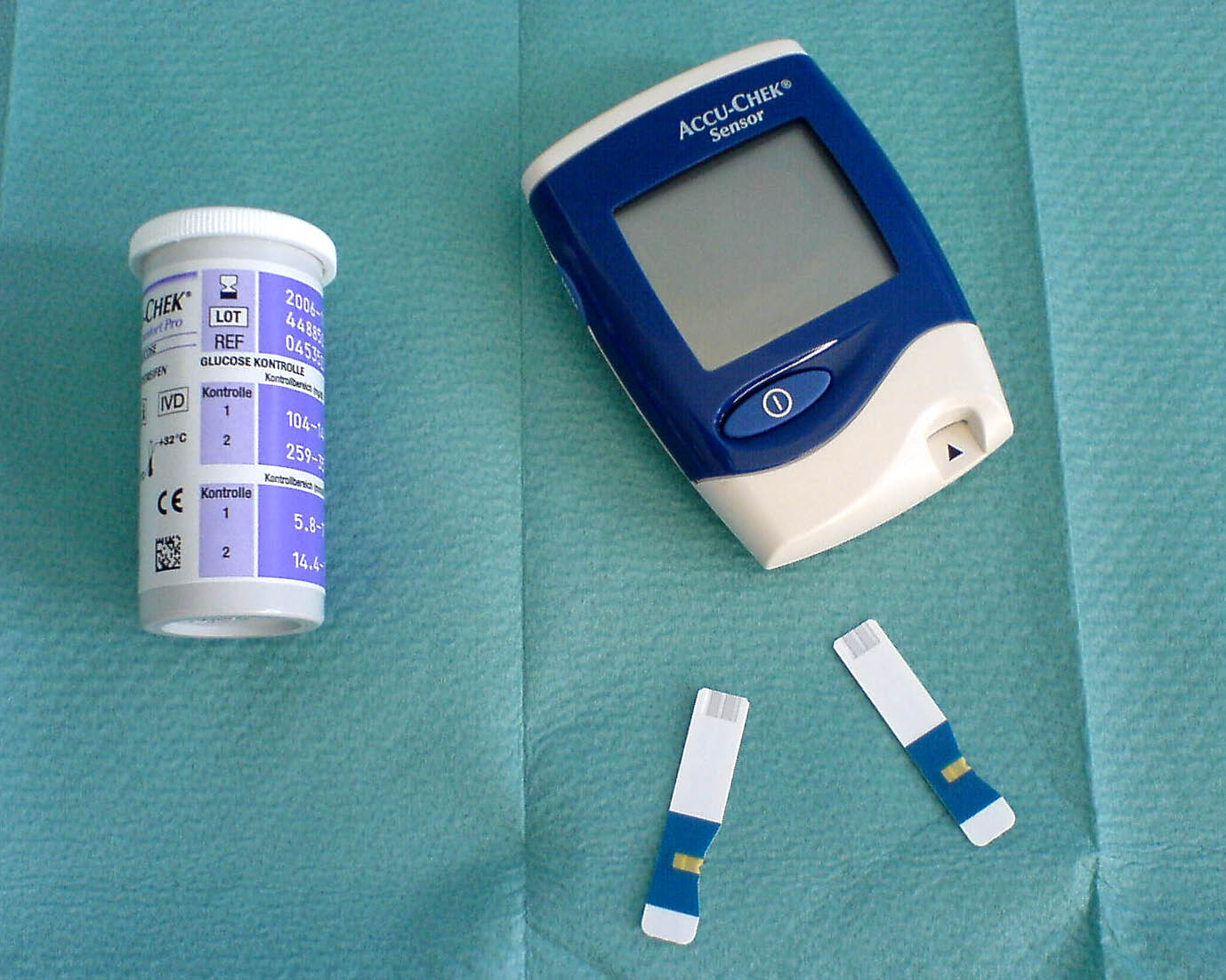
自己血糖測定システム

血糖値（けっとうち、英語: blood sugar concentration / blood glucose level）とは、血液内のグルコース（ブドウ糖）の濃度である。健常なヒトの場合、空腹時血糖値はおおよそ80-100 mg/dL程度であり、食後は若干高い値を示す。
ヒトの血糖値は、血糖値を下げるインスリン、血糖値をあげるグルカゴン、アドレナリン、コルチゾール、成長ホルモンといったホルモンにより、非常に狭い範囲の正常値に保たれている。体内におけるグルコースはエネルギー源として重要である反面、高濃度のグルコースは糖化反応を引き起こし微小血管に障害を与え生体に有害であるため、インスリンなどによりその濃度（血糖）が常に一定範囲に保たれている。

## 血糖調節メカニズム
血糖値は、通常の状態では血糖を下げるインスリンと血糖を上げるグルカゴンの作用によって調節されている。食事後血糖値が上昇すると、グルコースはGLUT2トランスポーターまたはGLUT1トランスポーターを通って膵臓のランゲルハンス島のβ細胞に流入する。グルコキナーゼ（膵β細胞と肝臓にしか発現しない）の作用によりグルコースがグルコース-6-リン酸になると、細胞内にカルシウムイオンの流入が起こりインスリンが放出される。
インスリンの血糖降下作用は3つの経路による。
- インスリンは肝臓でのグリコーゲン合成を促進し、糖新生とグリコーゲン分解の双方を抑制する。
- インスリンは骨格筋と脂肪組織でのグルコース取り込みを促進する（グルコーストランスポーターの動員による）。脂肪細胞では取り込んだグルコースを中性脂肪に変換する。
- インスリンは膵α細胞に入って直接グルカゴンの産生を抑制する。

## 高血糖
血糖上昇に対する防御機構を、動物はほとんど備えていない。たとえばヒトの場合、健康な人は糖質1 g で 1 mg/dL の血糖値上昇が生じ 2型糖尿病患者では糖質1 g で 3 mg/dL 上昇する。例えば、糖がたっぷりの清涼飲料水を毎日大量に飲んだりアイスクリームの大量摂食で容易に糖尿病性ケトアシドーシスと言った重篤な疾患を起こし得ることが知られており、これはペットボトル症候群 と呼ばれ、進行すると2型糖尿病を発症する。
血糖値が高くなったとき、それを調節するホルモンはインスリンだけである。このたった1つの調節メカニズムが破綻した場合、糖尿病を発症することになる。低血糖における四重の回避メカニズムとは対照的である。破綻の仕方には大きく分けて2種類ある。
- インスリンの分泌が低下した場合
- インスリンは出ているものの、それによる血糖降下作用がうまくいかなくなった場合（インスリン抵抗性が出現している場合）

### 尿糖
血糖値がおよそ180 mg/dLを越えると、腎臓の尿細管でグルコースの再吸収が追いつかなくなり尿に排出されるようになる。つまり尿糖は糖尿病の原因ではなく結果である。例として、スクロース（ショ糖）180 g程度以上を一度に摂取すると健常人であっても一過性の糖尿を生ずる。これは食品成分表のコーラ・缶コーヒー等に示される量を基にすると2.5リットル前後（約1100 kcal）に相当する。

## 低血糖
極度に食事を摂らなかったり、糖尿病の薬を飲みすぎたり、特別な病気があると低血糖症を引き起こしやすい。また、これらの状態で激しい運動を行った時には、低血糖症がより起こりやすくなる。
人体には低血糖に対し数段階の回避システムが用意されている。
1. 血糖値が約80 mg/dLを下回ると、血糖値を下げるホルモンであるインスリンの分泌が極端に低下する。
2. 約65-70 mg/dLに低下すると、血糖値を上げるホルモンであるグルカゴン、アドレナリンが大量に放出され始める。
3. 約60-65 mg/dLに低下すると、3番目の血糖値を上げるホルモン、成長ホルモンが放出される。
4. 最後に60 mg/dL以下になると、最後の血糖値を上げるホルモン、コルチゾールの分泌が亢進する。

血糖値が50 mg/dLを下回ると、大脳のエネルギー代謝が維持できなくなり、精神症状をおこしはじめ、さらには意識消失を引き起こし、重篤な場合は死に至る。ただ上記のような回避システムが血糖値50 mg/dLにまで低下するのを防いでいるため、通常は意識に異常をきたすには至らない。しかしながらアドレナリンが大量放出されることに伴い、交感神経刺激症状が現れる（低血糖発作の症状はこれによる）。例としては、大量の冷や汗、動悸、振戦、譫妄などである。アドレナリン、ノルアドレナリンによる諸症状として、精神症状は、にらんでいるような顔つきになり、暴力をふるったり、奇声をあげたりすることがある。身体症状は心拍数や拍出量の増加、血糖と脂質の上昇、代謝の亢進、手足の冷え、呼吸が浅い、眼の奥が痛む、動悸、頻脈、狭心痛、手足の筋肉の痙攣、失神発作、月経前緊張症、手指の震えなどがある。低血糖症の症状のなかでも、細胞のエネルギー不足で起こる症状は、異常な疲労感、日中でも眠気をもよおす、集中力欠如、めまい、ふらつき、健忘症、光過敏症、甘いもの欲求などがあげられる。
これらの低血糖回避メカニズムは、脳が低血糖状態を検出し、血糖を上げるホルモンを動員するよう命令することで開始される。糖尿病治療中やインスリノーマなどの疾患で低血糖症を頻発すると、あまりに頻繁に低血糖状態を脳が検出するために、ある程度の低血糖症では回避システムが働かなくなってしまう。より正確に言うと、脳内の低血糖を感知する領域では細胞外のグルコースをそのまま取り込むことによって血中グルコース濃度をGLUT1トランスポーターがモニターしており、低血糖を頻繁に起こすとこのGLUT1トランスポーターの転写が低下し調整不足をおこす。50 mg/dLをきっても発動しないようになると、低血糖発作をおこさないまま精神症状がはじまる。10–20 mg/dLをきっても発動しなくなると、低血糖発作をおこさないまま意識がなくなり死亡することもある。
逆に、管理が適正に行われていない糖尿病患者などにおいては、あまりに高血糖状態が続くため、100 mg/dL前後のような普通は低血糖とはみなされないような濃度でも低血糖発作をおこしてしまう。これは脳のGLUT1トランスポーターが調整過剰になっているためである。
治療としては基本的には血糖値が70 mg/dL以下のときは40 kcalほど摂取することが望ましいとされている。経口摂取が可能な場合はブドウ糖10 gやグルコレスキューを1袋、インタクト5個といった糖分補給を行う。もちろん糖分を含む飲み物を摂取しても同じである。意識障害があったり30 mg/dL以下の低血糖や経口摂取が不可能な場合は点滴で即急に治療する。5 %ブドウ糖液50 mLに50 %ブドウ糖液20mLを混注して点滴投与する方法がよく知られている。
なお、飢餓などの場合により徐々にグルコース源が枯渇し低血糖となった場合、脂肪酸のβ酸化によるアセチルCoAから肝臓で生成されたケトン体が脳関門を通過することができ、脳関門通過後に再度アセチルCoAに戻されて脳細胞のミトコンドリアのTCAサイクルでエネルギーとして利用される。

### 低血糖症の分類
低血糖症は、空腹時低血糖と食後低血糖に大きく分けられ、その分類法は診断に大いに有用である。

#### 空腹時低血糖
- 症状
ウィップルの三徴(Whipple's triad)を呈する[9]。
  1. 発作時低血糖（50 mg/dL以下）
  2. 中枢神経症状を伴う低血糖発作
  3. ブドウ糖の静脈注射による急速な回復

症状は、空腹・欠伸・悪心で始まり、倦怠感が強くなり、やがて発汗などの交感神経症状が現れる。さらに低血糖が進行すると、異常行動が出現し、深昏睡に至る。
- 代表的な原因
  - 糖尿病治療薬、ペンタミジン、キニーネなどによる薬剤性
  - 副腎不全（副腎皮質ホルモン剤の急な中止など）
  - インスリン産生腫瘍（インスリノーマなど）
  - 肝細胞癌はそれそのものがインスリン様物質(IGF-II)を産生し、低血糖症の原因となることがある（腫瘍随伴症候群）
  - 肝不全
  - 重篤な慢性疾患（癌など何でも）
  - 自己免疫性低血糖（インスリン・インスリン受容体・膵島β細胞に対する自己抗体による）
- 緊急対応
治療は緊急を要する。糖質の多い飲食をさせたり、50 %ブドウ糖液を20-40 mL静注することで多くは回復する。それでも意識が回復しない時は、ヒドロコルチゾンを静注。それでもまだ意識が回復しない時は、マンニトールを静注する。
意識障害患者には、血糖を確認することなく時間のかかるCT検査などをすることは禁忌である。つまり意識障害の原因が低血糖ではないことを先に除外することが基本とされている。

#### 食後低血糖
胃切除後、ダンピング症候群などでみられる。また、糖尿病のごく早期には、あまりに高い血糖値を下げようと大量にインスリンが分泌され、かえって低血糖症をひきおこすことがまれにある。

### ヒト以外の動物における低血糖症
- イヌではインスリノーマを原因とすることが多く、神経症状、虚弱、失明を引き起こす。また、キシリトールの摂取により発症する[10]。
- ブタでは出生直後は糖新生系酵素が不完全であるために低血糖を引き起こしやすく、神経症状を示す。

### ヒト以外の動物における血糖値
ニワトリの血糖値は210-240mg/dLであり、鳥類は哺乳類に比べて2-3倍の血糖値を示す。
昆虫の血糖としてのトレハロース濃度は、400-3,000 mg/dL（10-80 mM）の範囲にある。この値はヒトのグルコースとしての通常の血糖値100-200mg/dLに比べてはるかに高い。この理由の一つとして、トレハロースがタンパク質に対して糖化反応を起こさずグルコースに比べて生体に有害性をもたらさないためである。